# 時代劇六大スタア
時代劇六大スタア（じだいげきろくだいスタア）は、昭和の戦前・戦中・戦後を通じ多くの時代劇映画に出演した。
- 大河内傳次郎
- 片岡千恵蔵
- 嵐寛寿郎
- 阪東妻三郎
- 長谷川一夫
- 市川右太衛門

の六人を指す。
上記に月形龍之介を加え七剣聖と呼ぶこともある。

## 関連文献
- 円尾敏郎『時代劇六大スター』ワイズ出版、1997年
- 石割平『チャンバラ黄金時代 時代劇スター七剣聖』ワイズ出版、2001年